# Mackenziaena
Mackenziaena – rodzaj ptaków z rodziny chronkowatych (Thamnophilidae).

## Występowanie
Rodzaj obejmuje gatunki występujące w południowo-wschodniej Ameryce Południowej.

## Morfologia
Długość ciała 21–26 cm, masa ciała 52–80 g.

## Systematyka

### Nazewnictwo
Nazwa rodzajowa upamiętnia Helen MacKenzie McConnell z domu Alexander (1871–?1954), żonę angielskiego odkrywcy Fredericka Vavasoura McConnella.

### Podział systematyczny
Gatunkiem typowym jest Mackenziaena leachii. Do rodzaju należą następujące gatunki:
- Mackenziaena leachii (Such, 1825) – sadzak perlisty
- Mackenziaena severa (M.H.C. Lichtenstein, 1823) – sadzak posępny